# Sint-Gertrudiskerk (Peins)
De Sint-Gertrudiskerk is een kerkgebouw in Peins in de Nederlandse provincie Friesland.

## Geschiedenis
De kerk (circa 1300) was oorspronkelijk gewijd aan heilige Gertrudis. De eenbeukige kerk met resten van tufsteen heeft een driezijdige koorsluiting. In 1902 is de zadeldaktoren afgebroken. Van deze stenen is een nieuwe westgevel gebouwd met een houten geveltoren. De klok (1654) van klokkengieter Jurjen Balthasar is in de oorlog omgesmolten ter veranging hangt er nu een van bergen klok uit 1963. Het orgel uit 1867 is gemaakt door L. van Dam en Zonen. De kerk is een rijksmonument en is eigendom van de Stichting Alde Fryske Tsjerken.

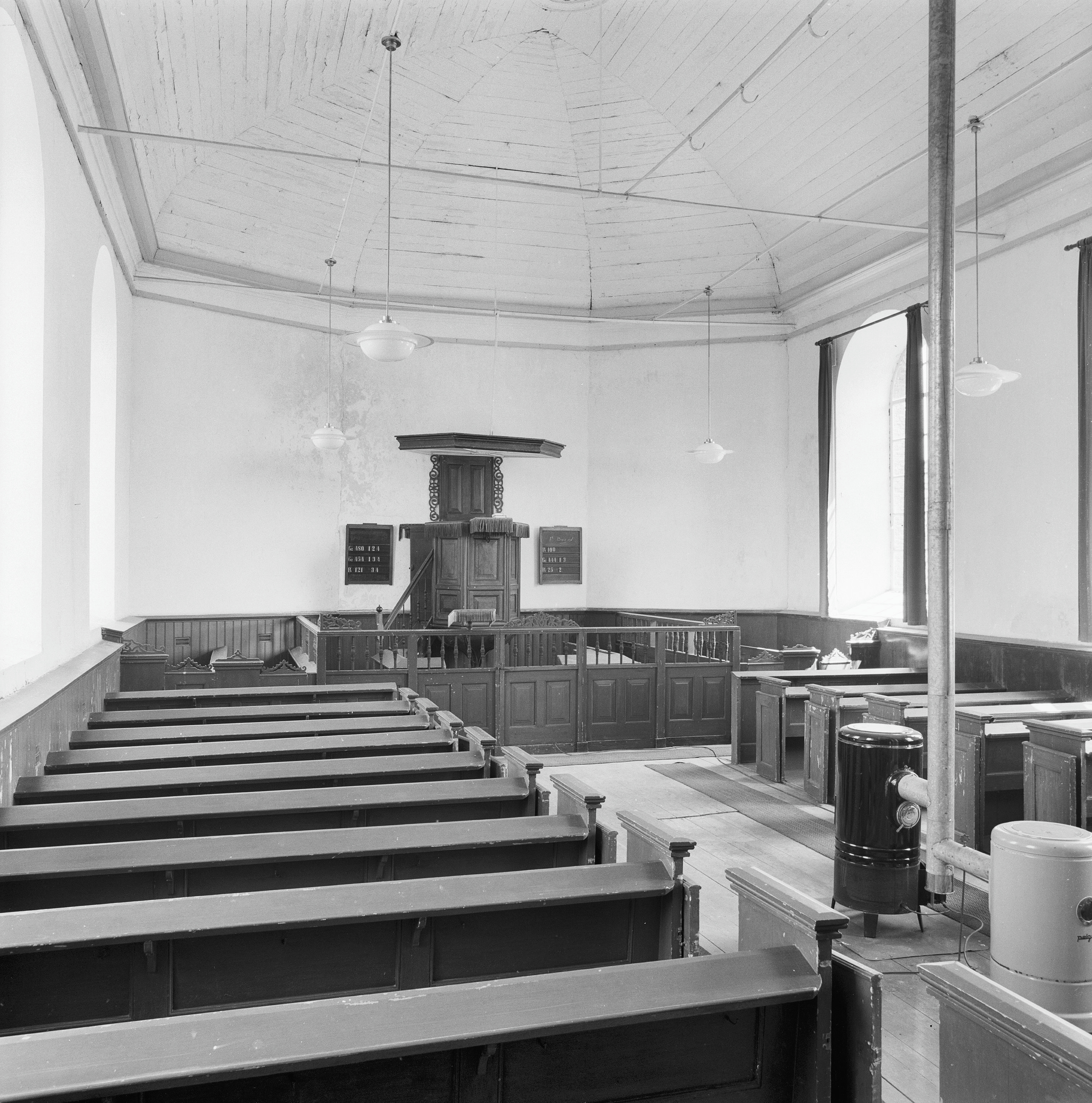
Interieur met preekstoel in 1985
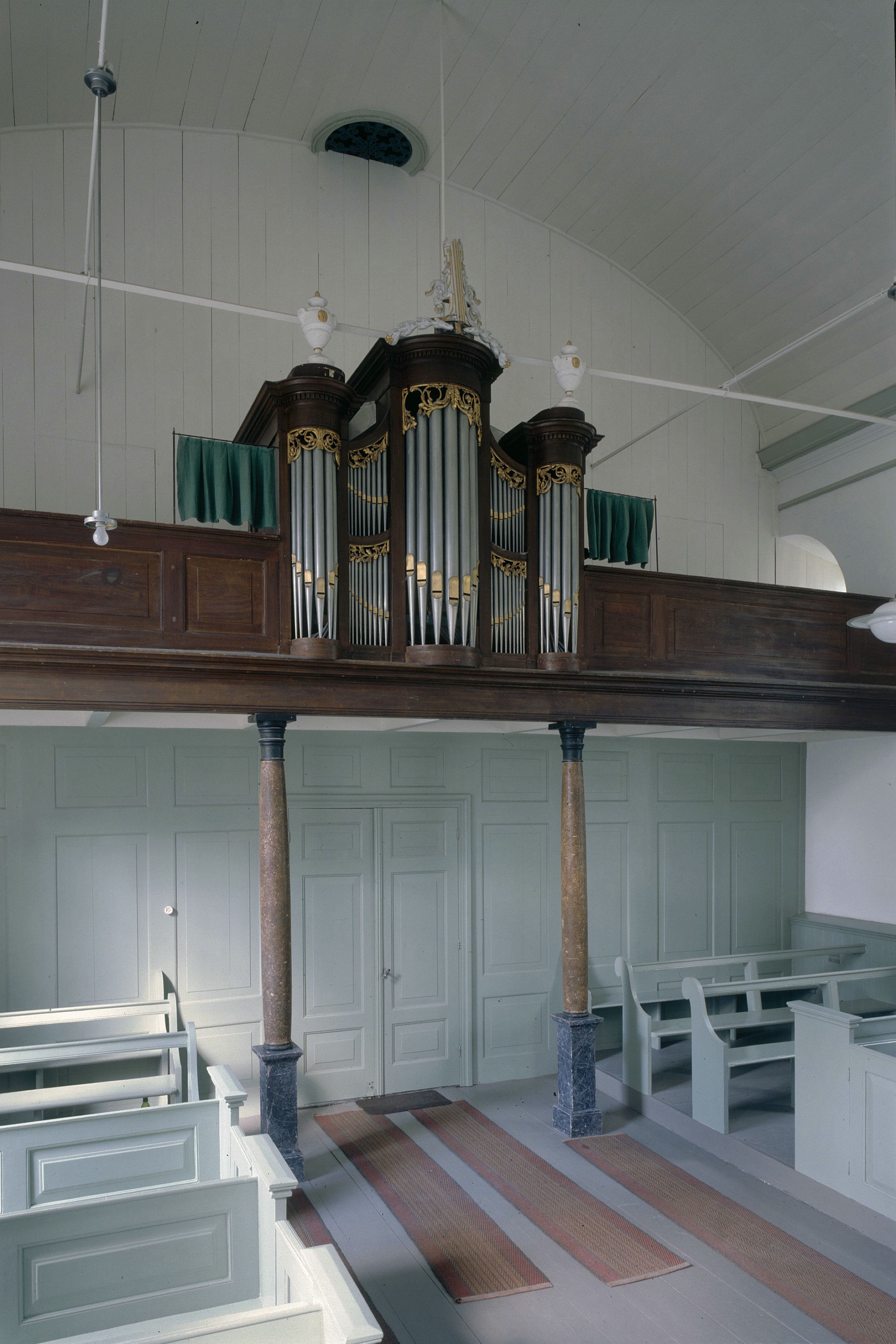
Interieur met orgel (2000)